# Naomi Piqué
Naomi Piqué (Utrecht, 12 juni 2000) is een Nederlandse voetbalster van Surinaamse afkomst, die als centrale verdediger speelt bij Standard Luik. Ze komt ook uit voor het Surinaamse nationale elftal.

## Carrière

### Club
Voor haar overstap naar het professionele vrouwenvoetbal speelde Naomi Pique vanaf haar jeugd tot en met juni 2017 bij de (jongens) jeugd van FC Delta Sports '95 in Houten. Piqué speelde drie seizoenen voor ADO Den Haag, waar ze vooral uitkwam in het beloftenteam. Haar debuut in de Eredivisie maakte ze op 22 november 2019, toen ze in de 87ste minuut inviel in de uitwedstrijd tegen FC Twente. Met ingang van het seizoen 2020/21 speelde ze voor Excelsior. De eerste twee seizoenen bij Excelsior speelde Piqué als linksbuiten, maar ze ontwikkelde zich in het seizoen 2022/23 tot centrale verdediger. In maart 2023 werd bekend dat Piqué met ingang van het seizoen 2023/24 de overstap naar PSV maakt. Na een halfseizoen stapte ze over naar competitiegenoot FC Utrecht, waar ze anderhalf seizoen actief was. FC Utrecht maakte op 17 mei 2025, na de laatste eredivisiewedstrijd van het seizoen 2024/25 tegen PEC Zwolle, bekend dat Piqué de club ging verlaten. In het Belgische Standard Luik vond Piqué haar nieuwe werkgever.

### Als international
Sinds 2022 komt Naomi Piqué met een Surinaams sportpaspoort uit voor Natio Uma, het Surinaamse nationale vrouwenelftal. Haar debuut maakte ze op 8 april 2022 in de WK-kwalificatiewedstrijd tegen Puerto Rico. Haar eerste interlanddoelpunt scoorde ze vijf dagen later, uit een strafschop tegen Antigua en Barbuda.

## Statistieken

### Club
| Seizoen | Club         | Competitie | Wedstrijden | Doelpunten |
| ------- | ------------ | ---------- | ----------- | ---------- |
| 2019/20 | ADO Den Haag | Eredivisie | 1           | 0          |
| 2020/21 | Excelsior    | Eredivisie | 20          | 1          |
| 2021/22 | Excelsior    | Eredivisie | 24          | 2          |
| 2022/23 | Excelsior    | Eredivisie | 17          | 1          |
| 2023/24 | PSV          | Eredivisie | 3           | 0          |
| 2023/24 | FC Utrecht   | Eredivisie | 5           | 0          |
| 2024/25 | FC Utrecht   | Eredivisie | 2           | 0          |
| Totaal  | Totaal       | Totaal     | 76          | 4          |

Laatste update: 19 mei 2025

### Als international
|          | Jaar | Wedstrijden | Doelpunten |
| -------- | ---- | ----------- | ---------- |
| Suriname | 2022 | 2           | 1          |
| Suriname | 2023 | –           | –          |
| Totaal   |      | 2           | 1          |

Laatste update: 27 maart 2023